# ایسبیرن سونسن
اِیسْبیرن سوِنسن (به سوئدی: Esbjörn Svensson) (زادهٔ ۱۶ آوریل ۱۹۶۴ - درگذشتهٔ ۱۴ ژوئن ۲۰۰۸) نوازندهٔ پیانو جَز اهل سوئد و بنیان‌گذار گروه پیانو جَز ای.اِس.تی بود. سونسن در سال‌های پایانی قرن بیستم، به یکی از موفق‌ترین موسیقی‌دانان سبک جَز در اروپا تبدیل شده بود، پیش از آن‌که در ۴۴ سالگی در سانحهٔ غواصی جان‌اش را از دست بدهد.

## کودکی و سال‌های آغازین

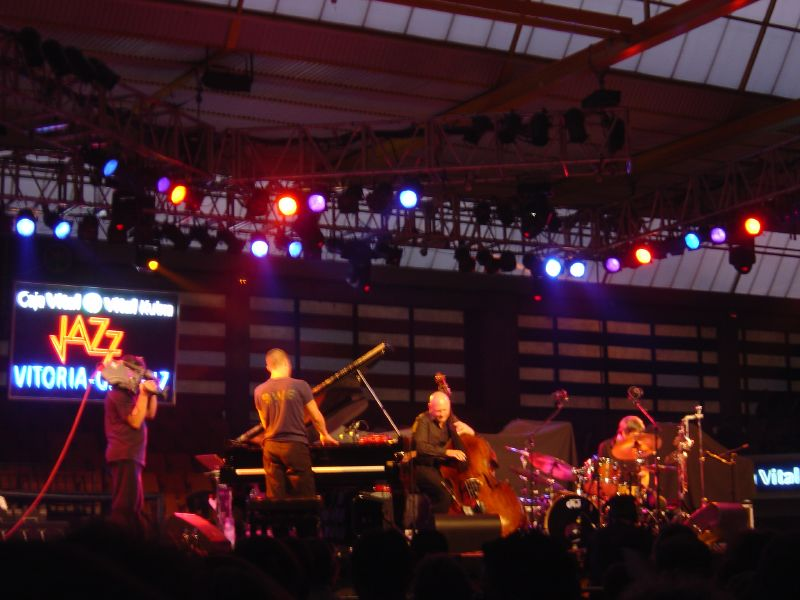
کنسرت اسبیورن سونسون

سونسن از سن بسیار پایین با موسیقی کلاسیک و جَز آشنا شد. مادرش نوازندهٔ پیانو کلاسیک و پدرش از علاقه‌مندان به موسیقی جَز بود. سونسن ابتدا به موسیقی کلاسیک علاقه نشان داد. در نوجوانی به موسیقی راک هم تمایل نشان داد و به اتفاق همکلاسی‌های‌اش چند گروه گاراژ راک تشکیل دادند. این پیش از آن بود که به موسیقی کلاسیک بازگردد و در نهایت مسیر اصلی‌اش را به سمت جَز بپیماید. در ۱۶ سالگی وارد مدرسهٔ موسیقی شد و به فراگیری پیانو پرداخت. در سال‌های بعد وارد کالج موسیقی سلطنتی استکهلم شد و تحصیلات موسیقی‌اش را ۴ سال در آنجا ادامه داد.
در سال ۱۹۹۰ به‌همراه دوست دوران کودکی‌اش Magnus Öström که پرکاشن می‌نواخت یک گروه ۲ نفره تشکیل دادند. در سال ۱۹۹۳ Dan Berglund به‌عنوان باسیست به آن‌ها پیوست و به این ترتیب ای.اِس.تی شکل گرفت. آن‌ها اولین آلبوم‌شان با نام When Everyone Has Gone را در همان سال منتشر کردند و در سال‌های بعد آوازهٔ شهرت‌شان در صحنهٔ موسیقی جَز شمال اروپا پیچید. سونسن در سال ۱۹۹۵ و ۱۹۹۶ نامزد دریافت عنوان «بهترین نوازندهٔ جَز سال» سوئد شد.

## پیمودن مسیر شهرت، موفقیت و مرگ
گروه با انتشار آلبوم Gagarin’s Point Of View به شهرت بین‌المللی رسیدند و این اولین آلبوم آن‌ها بود که خارج از کشورهای اسکاندیناوی منتشر شد. در پی انتشار ۲ آلبوم Good Morning Susie Soho‏ ‎(۲۰۰۰)‎ و Strange Place For Snow‏ ‎(۲۰۰۲)‎ موسیقی آن‌ها مورد توجه مخاطبان آمریکایی هم قرار گرفت. ای.اِس.تی در سال ۲۰۰۹ یک تور ۹ ماهه در اروپا، ایالات متحده و ژاپن برگزار کردند. آلبوم‌های Seven Days Of Falling‏ ‎(۲۰۰۳)‎،‏ Viaticum‏ ‎(۲۰۰۵)‎ و Tuesday Wonderland‏ ‎(۲۰۰۶)‎ به همان اندازه که تحسین منتقدان و مخاطبان را برانگیختند و نامزد دریافت چندین جایزه شدند در جدول‌های فروش موسیقی جَز و پاپ هم موفق بودند. آن‌ها اولین دستهٔ موسیقی جَز اروپایی بودند که تصویرشان روی جلد مجلهٔ داون بیت چاپ شد.
آخرین آلبوم ای.اِس.تی با عنوان E.S.T. Live in Hamburg که مربوط به اجرای سال ۲۰۰۶ گروه در هامبورگ آلمان بود، در نوامبر ۲۰۰۷ روانهٔ بازار شد. پیش از مرگ سونسن در سال ۲۰۰۸ گروه مشغول انجام یک تجربهٔ جدید در تلفیق اصوات دیجیتالی و مکانیکی و بسط دادن آن‌ها در قالب موسیقی جَز بودند. سونسن به‌غیر از ای.اِس.تی، آلبوم‌هایی با دیگر هنرمندان سوئدی مانند Nils Landgren و ویکتوریا تولستوی ضبط کرد.
در ۱۴ ژوئن ۲۰۰۸ سونسن که در حوالی جزیرهٔ Ingarö-خارج از استکهلم- مشغول غواصی بود ناپدید شد. پس از مدتی جستجو بالاخره غواص‌های همراه سونسن او را بیهوش در بستر دریا یافتند. با توجه به وخامت حال سونسن، پیکرش را به سرعت و با هلیکوپتر به بیمارستان دانشگاه کارولینسکا رساندند اما موفق به نجات او نشدند. سونسن در زمان مرگ ۴۴ ساله، دارای همسر و ۲ فرزند بود.